# Eeva Kilpi
Eeva Karin Kilpi (Hiitola (Finlàndia), 18 de febrer del 1928), nascuda com a Eeva Karin Salo, és una escriptora feminista finlandesa. Des de finals de la dècada del 1950 ha publicat novel·les, contes i poemes. És una de les primeres veus feministes de la literatura finlandesa.

## Infantesa, educació i primeres publicacions
Eeva Kilpi nasqué al 1928 com a Eeva Salo, filla de Solmu Aulis Aimo Salo i Helmi Anna Maria, en un poble de Carèlia. La família es va veure obligada a abandonar el seu lloc d'origen durant la Segona Guerra Mundial. Eeva Salo anà a l'escola a Imatra, i es llicencià al 1946. Després es traslladà a Hèlsinki i es casà el 1949 amb el poeta Mikko Kustaa Kilpi. Estudià en la Universitat de Hèlsinki i s'hi graduà el 1953.
El 1956, Eeva Kilpi treballà com a professora d'anglés, però hi renuncià un any després per a ser mestressa de casa i dedicar-se als seus tres fills. Insatisfeta amb el matrimoni, començà a la fi de la dècada del 1950 a escriure, i publicà el 1962 Nainen kuvastimessa (Dones en l'espill), una novel·la sobre aquesta etapa de la seua vida.
La seua obra conté personatges femenins forts, com en la seua primera novel·la Kukkivan maan rannat (1960), que té com a tema la iniciació sexual d'una jove a Carèlia. "Les seues dones estan ... vives, ja que són conscients de la naturalesa dolorosa de la seua existència, independents, respectuoses amb la creativitat i l'emoció, properes i llunyanes, obertes i reflexives, tal com sembla ser l'autora", en digué la crítica literària Kathleen Osgood Dana.

## Maduresa literària
El 1966, Kilpi es va divorciar. La seua fama augmentà amb altres publicacions, inclosa una novel·la Elämä edestakaisin (1964) i alguns reculls de contes. El 1968 fou premiada per la col·lecció de contes Rakkauden yes kuoleman pöytä (1967) per primera vegada amb el Premi Nacional del Llibre de Finlàndia (Valtion kirjallisuuspalkinto), que guanyà dues voltes més. Establerta com una veu independent, publicà al 1970 els contes Kesä ja keski-ikäinen nainen, sobre una dona soltera de mitjana edat que tracta de trobar el seu camí en una societat patriarcal orientada cap a la família.
El 1972, publica Tamara, una de les seues novel·les més influents, que inclou poesia. En Tamara, l'autora descriu l'amistat intel·lectual entre una dona sexualment activa i la seua paraplègica professora universitària. Kathleen Osgood Dana la considera una de les obres més explícitament eròtiques, creatives i morals de Kilpi.
Des de finals de la dècada del 1980, Kilpi es feu famosa a Finlàndia per la seua trilogia de novel·les autobiogràfiques Muistojen aika (Temps de memòries), que consta de les parts Talvisodan aika (1989), Välirauha, ikävöinnin aika (1990) i Jatkosodan aika (1993). En l'obra que cobreix els anys del 1939 al 1945, Kilpi recorda la Guerra d'hivern i com la va viure quan era jove a Carèlia, els seus dies d'escola i les evacuacions i reubicacions.
En la dècada del 1980 l'autora aborda, cada vegada més en la seua obra, la protecció de la natura, els animals i les plantes com a temes. En el poemari Kiitos eilisesta, del 1996, Kilpi recorda la mort de la seua fràgil i dominant mare. La crítica ja esmentada, Dana, en feu comparances amb l'autora estatunidenca May Sarton (1912-1995). Igual que Sarton, Kilpi rastreja el sofriment femení i el dolor humà en la seua escriptura, de manera que aquestes "petites dificultats i grans turments serien tangibles". "Els seus poemes són arravataments d'ira, amargor i enveja, gran solitud i anhel de qualsevol mena de societat, però també són companys, fonts de consol i amics estimats", explica Dana.(6)
Kilpi viu a Espoo. És membre de l'Associació d'Escriptors Finlandesos, la direcció de la qual ocupà del 1971 al 1973. Del 1970 al 1975 fou presidenta del PEN finlandés. El 1974 Kilpi rebé la medalla Pro Finlàndia (Ordre del Lleó de Finlàndia).

## Premis
- 1968: Premi Nacional del Llibre per la col·lecció de contes Rakkauden ja kuoleman pöytä
- 1974: Premi Nacional del Llibre per la novel·la Häätanhu
- 1974: Medalla Pro Finlàndia (Ordre del Lleó de Finlàndia)
- 1977: Medalla Espoo
- 1984: Premi Nacional del Llibre per la novel·la Elämän evakkona
- 1990: Premi Runeberg per la novel·la Talvisodan aika
- 1999: Premi Alfred Kordelin
- 2001: Premi Carèlia
- 2002: Medalla d'agraïment per la novel·la Rajattomuuden aika
- 2007: Premi Nils Ferlin
- 2017: Premi Aleksis Kivi pel treball de la seua vida

## Obra seleccionada

### Col·leccions de contes
- 1959: Noidanlukko (dt. Wind in Ahornblüten, 1963)
- 1966: Lapikkaita
- 1967: Rakkauden ja kuoleman pöytä
- 1970: Kesä ja keski-ikäinen nainen
- 1971: Hyvän yön tarinoita
- 1979: Es mitä ei koskaan sanota
- 1986: Kuolema ja nuori rakastaja
- 1987: Kootut novellit vuosilta 1959–1986

### Novel·les
- 1960: Kukkivan maan rannat
- 1962: Nainen kuvastimessa
- 1964: Elämä edestakaisin
- 1972: Tamara (dt. Tamara, 1974)
- 1973: Häätanhu
- 1978: Naisen päiväkirja
- 1983: Elämän evakkona
- 1989: Talvisodan aika
- 1990: Välirauha, ikävöinnin aika
- 1993: Jatkosodan aika
- 1998: Muistojen aika. Yhteisnide kolmesta edellisestä kirjasta
- 2001: Rajattomuuden aika
- 2007: Unta vain

### Poesia
- 1972: Laulu rakkaudesta ja muita runoja
- 1976: Terveisin
- 1978: Runoja 1972–1976
- 1982: Ennen kuolemaa
- 1987: Animalia
- 1991: Laulu rakkaudesta, Eeva Kilven runot, Ellen Thesleffin kuvat
- 1996: Kiitos eilisestä
- 2000: Perhonen ylittää tien. Kootut runot 1972–2000
- 2012: Kuolinsiivous, WSOY

### Assaig
1976: Ihmisen ääni, WSOY